# عبد العزيز فايز
عبد العزيز فايز (مواليد 17 يونيو 1990، لاعب كرة قدم إماراتي يجيد اللعب في الوسط .
لعب مع أندية العين و الوصل .